# Struer Kirke
Struer Kirke er en kirke i byen Struer, beliggende i Struer Sogn. Da der i slutningen af 1800-tallet ikke længere var plads til byens kirkegængere i Gimsing Kirke, blev det derfor besluttet at bygge en ny, som er tegnet af Frits Uldall. Den blev midten af 1920'erne udvidet med sideskibe, tegnet af Søren Lemche og senere restaureret fra 1970-85 af Poul Hansen og Ib Lydholm med nyt orgel, lavet af Bruno Christensen & Sønner, og fire nye kirkeklokker, støbt af N. V. Eiisbouts i Holland.
Kirkens altertavle og glasmosaikker fra 1981, er lavet af Paul Høm og Lisbeth Munch-Petersen, det gamle alterparti af Anton Dorph, blev flyttet til kapellet. Kirkeskibet er skonnerten Elona af Fåborg og tårnuret fra 1769 lavet af Henrik August Matthiesen, anskaffet i 1897. Døbefonten af granit og prædikestolen er begge fra 1891.